# Valaská Belá

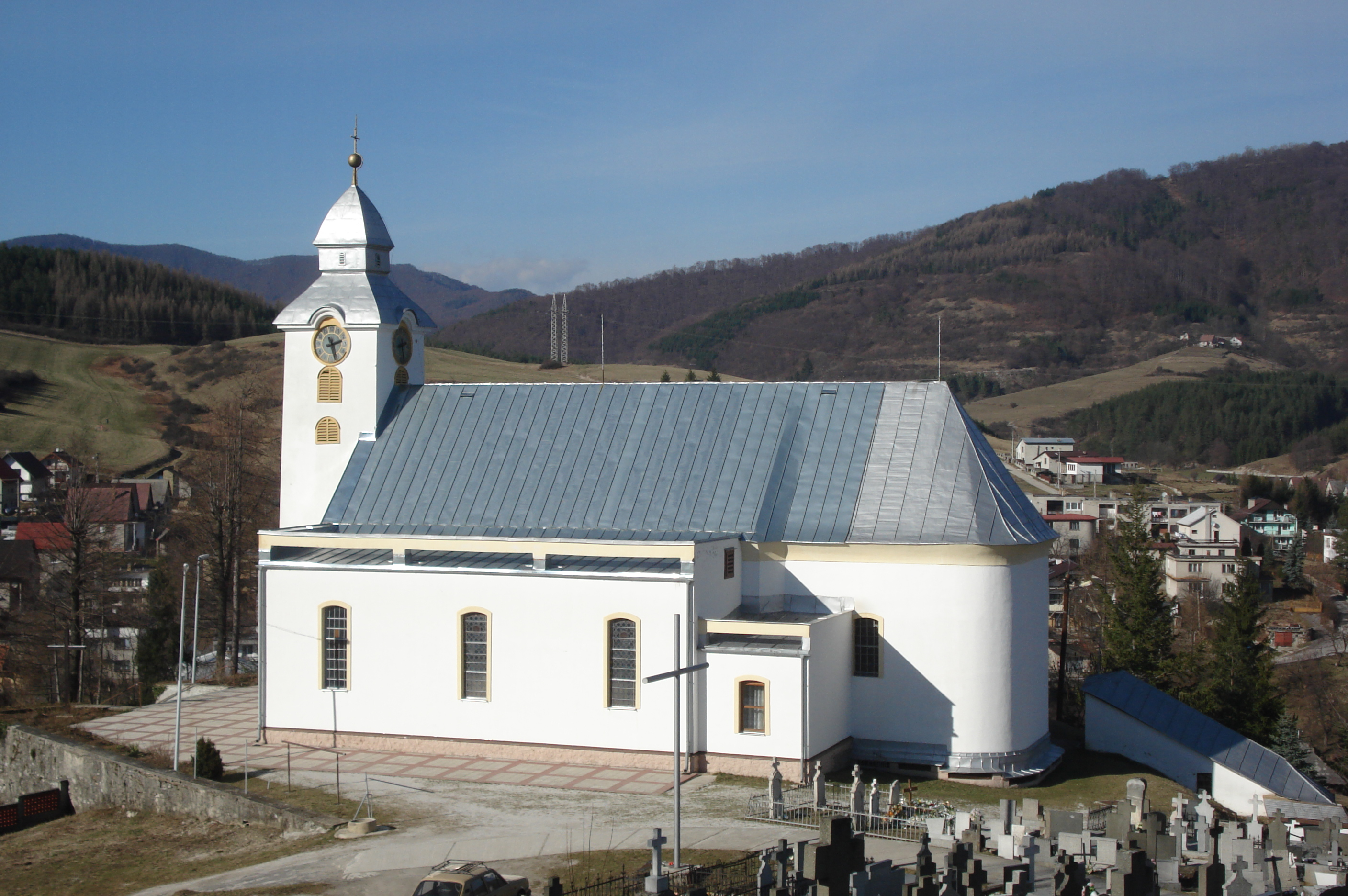
Kasteel

Valaská Belá (Hongaars: Bélapataka) is een Slowaakse gemeente in de regio Trenčín, en maakt deel uit van het district Prievidza.
Valaská Belá telt 2.217 inwoners.